# Paul Hildgartner
Paul Hildgartner (né le 8 juin 1952 à Chienes, dans la province de Bolzano) est un  lugeur italien champion olympique en double (Sapporo 1972) et en simple (Sarajevo 1984) et seul lugeur à avoir gagné aux Jeux, dans les championnats du monde et aux championnats d'Europe dans les deux épreuves de son sport. Il a disputé cinq Jeux olympiques, et sa carrière internationale s'est étendue du début des  années 1970 à la fin des 1980.

## Biographie
Paul Hildgartner a participé à cinq olympiades au cours desquelles il a remporté deux titres olympiques (un en individuel en 1980, l'une en double en 1972) et une médaille d'argent (individuel en 1980). Aux Jeux olympiques d'hiver de 1984, il était le porte drapeau de la délégation italienne.
Il a aussi remporté cinq médailles aux championnats du monde de luge avec deux titres (individuel en 1978 et en double en 1971) et trois médailles de bronze (en findividuel en 1979 et 1983, et en double en 1973), et six médailles aux championnats d'Europe avec quatre titres (en individuel en 1978 et 1984, en double en 1971 et 1974), une médaille d'argent (individuel en 1979) et une de bronze (équipe mixte en 1988). Enfin, il a remporté par trois le classement général de la coupe du monde de la luge en 1979, 1981 (à égalité avec Ernst Haspinger) et en 1983. Il compte 11 victoires en individuelle de la Coupe du monde de luge.
Hildgartner est le seul sportif à avoir remporté aussi bien en individuel qu'en double un titre olympique, un championnat du monde et un championnat d'Europe. Il a inauguré le Temple de la Renommée de la Fédération internationale de la luge en 2004 avec Klaus Bonsack et Margit Schumann.
Le virage 17 de la piste Cesana Pariol, construite à l'occasion des Jeux olympiques d'hiver de 2006, porte son nom.

## Palmarès

### Jeux olympiques d'hiver
- Médaille d'or en double aux JO de Sapporo 1972.
- Médaille d'or en simple aux JO de Sarajevo 1984.
- Médaille d'argent en simple aux JO de Lake Placid 1980.

### Championnats du monde
- Médaille d'or en simple à Imst en 1978.
- Médaille d'or en double à Olang en 1971.
- Médaille de bronze en double à Königssee en 1979 et Lake Placid en 1983.
- Médaille de bronze en simple à Oberhof en 1973.

### Coupe du monde
- 3 gros globe de cristal:
  - Vainqueur du classement général du simple en 1979, 1981 et 1983.
- 22 podiums : 
  - en simple : 11 victoires, 7 deuxièmes places et 4 troisièmes places.

### Championnats d'Europe
- médaille d'or du simple en 1978 et 1984.
- médaille d'or du double en 1971 et 1974.
- médaille d'argent du simple en 1979.
- médaille de bronze par équipe en 1988.